# Ormosia

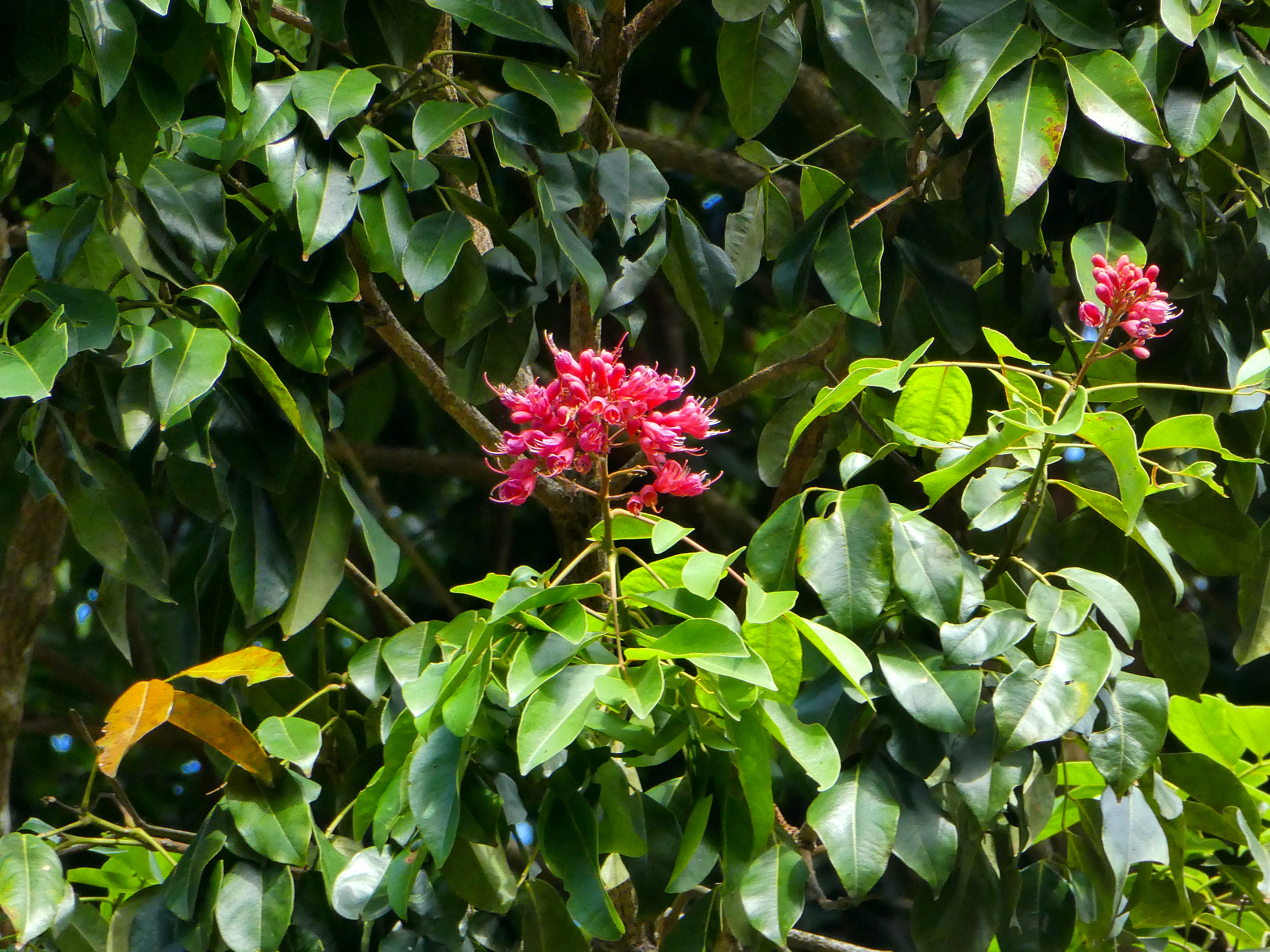
Ormosia ormondii

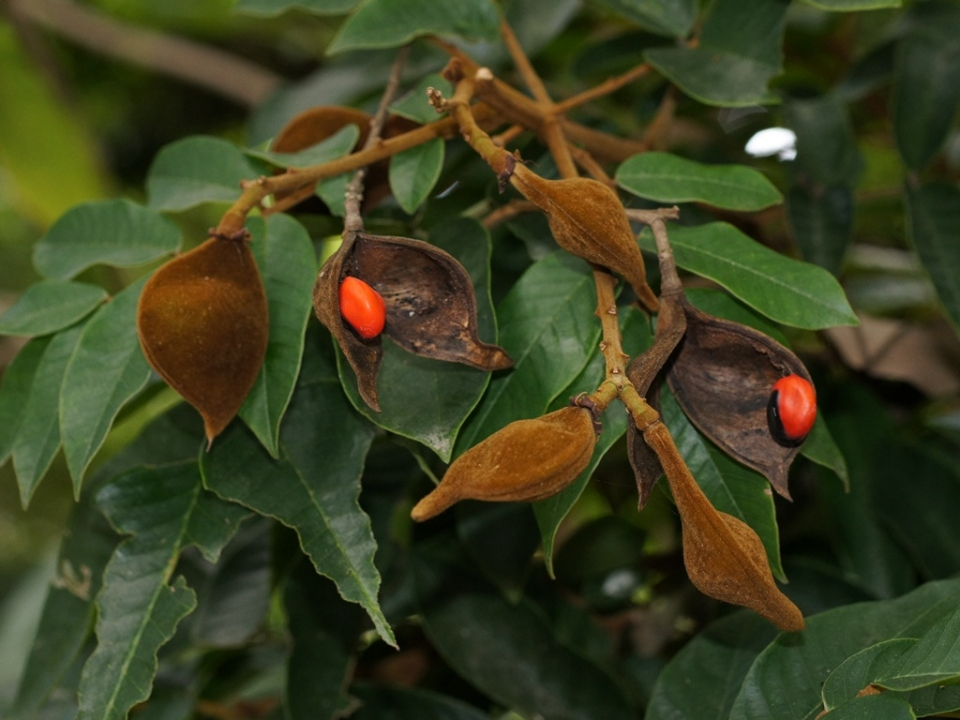
Ormosia monosperma

Ormosia – rodzaj roślin z rodziny bobowatych (Fabaceae). Obejmuje ok. 130 gatunków. W Ameryce Środkowej i Południowej rośnie 80 gatunków – na północy sięgając po środkowy Meksyk i wyspę Haiti, a na południu po Boliwię i południową Brazylię. Kolejne 50 gatunków występuje w południowo-wschodniej Azji i północnej Australii. Rośliny te rosną w tropikalnych lasach nizinnych, tropikalnych lasach suchych, w formacjach zaroślowych, w tym kserofitycznych.
Wiele gatunków dostarcza cenionego ze względu na trwałość drewna (znanego pod nazwami: tento, kokriki, sirari, huayruru), wykorzystywanego jako konstrukcyjne, do wyrobu m.in. mebli i forniru. Niektóre wykorzystywane są jako rośliny lecznicze i ozdobne. Jaskrawe nasiona niektórych gatunków służą do wyrobu naszyjników i innych ozdób.

## Morfologia
PokrójKrzewy i drzewa, czasem okazałe.
LiścieSkrętoległe (czasem pozornie naprzeciwległe), z przylistkami zwykle drobnymi i szybko odpadającymi, czasem ich brak. Blaszka nieparzysto lub parzysto pierzasto złożona (maksymalnie do 19 listków), rzadko tylko z pojedynczym listkiem. Listki osadzone są mniej lub bardziej naprzeciwlegle na osi liścia, ich blaszki często są skórzaste.
KwiatyZebrane w kwiatostany groniaste lub wiechowate, wyrastające na końcach pędów lub w kątach liści. Przysadki są drobne i odpadają szybko. Kielich jest dzwonkowaty, z 5 nierównymi ząbkami. Kwiaty motylkowe, z płatkami łódeczki wolnymi. Płatki są dłuższe od kielicha, białe, żółte, lawendowe lub purpurowe. Pręcików jest 10, o nitkach zrastających się tylko u nasady lub wolnych. Słupek pojedynczy, z jednego owocolistka, z jednym lub wieloma zalążkami, z szyjką słupka długą, cienką, zagiętą, zakończoną znamieniem, czasem skośnym.
OwoceDrewniejące lub skórzaste strąki, eliptyczne do jajowatych, spłaszczone lub niemal walcowate, zawierające od jednego do wielu nasion. Nasiona często jaskrawo zabarwione i dwubarwne: czerwone, szkarłatne, brązowe i czarne.

## Systematyka
Pozycja systematyczna

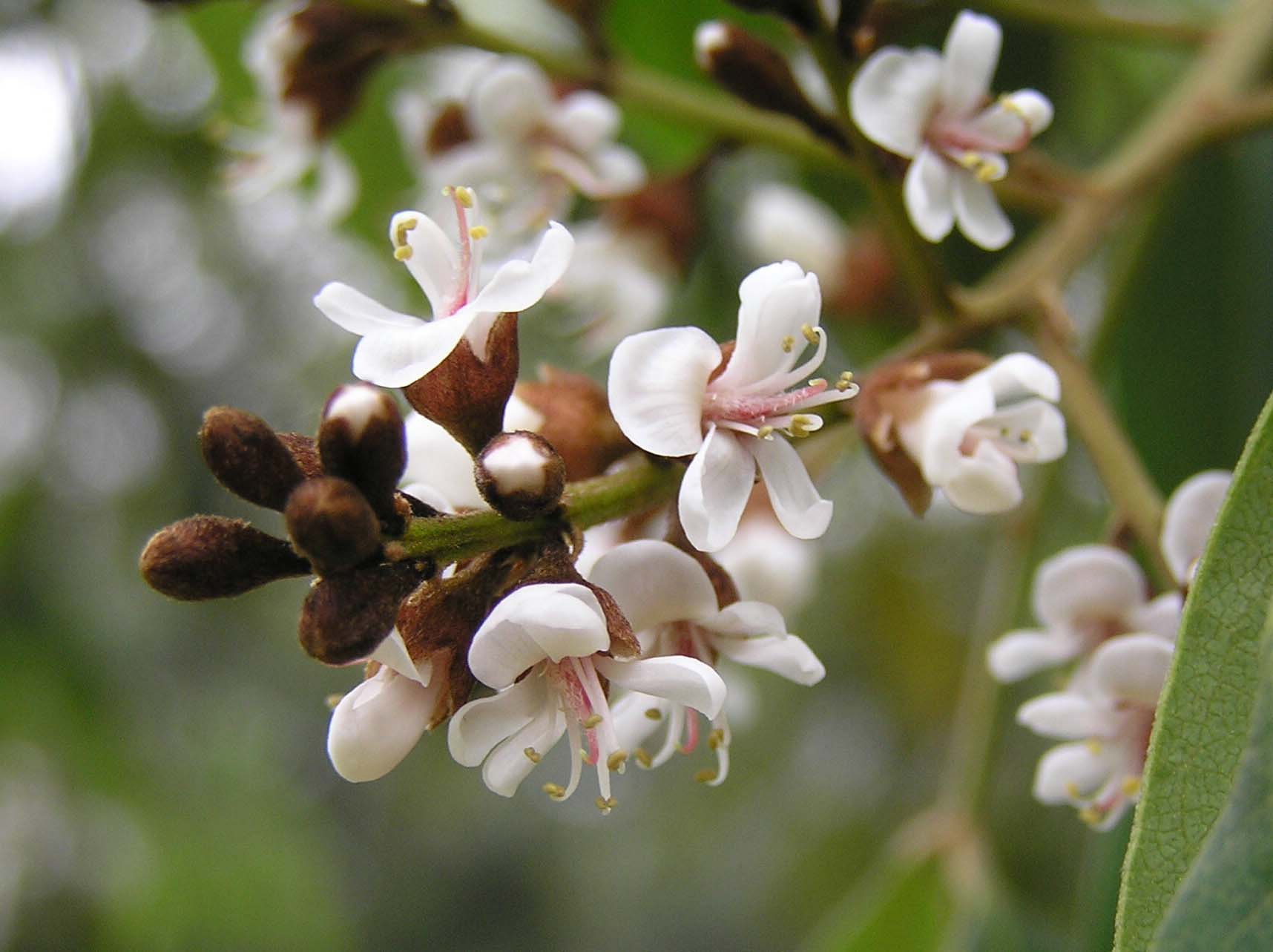
Ormosia semicastrata

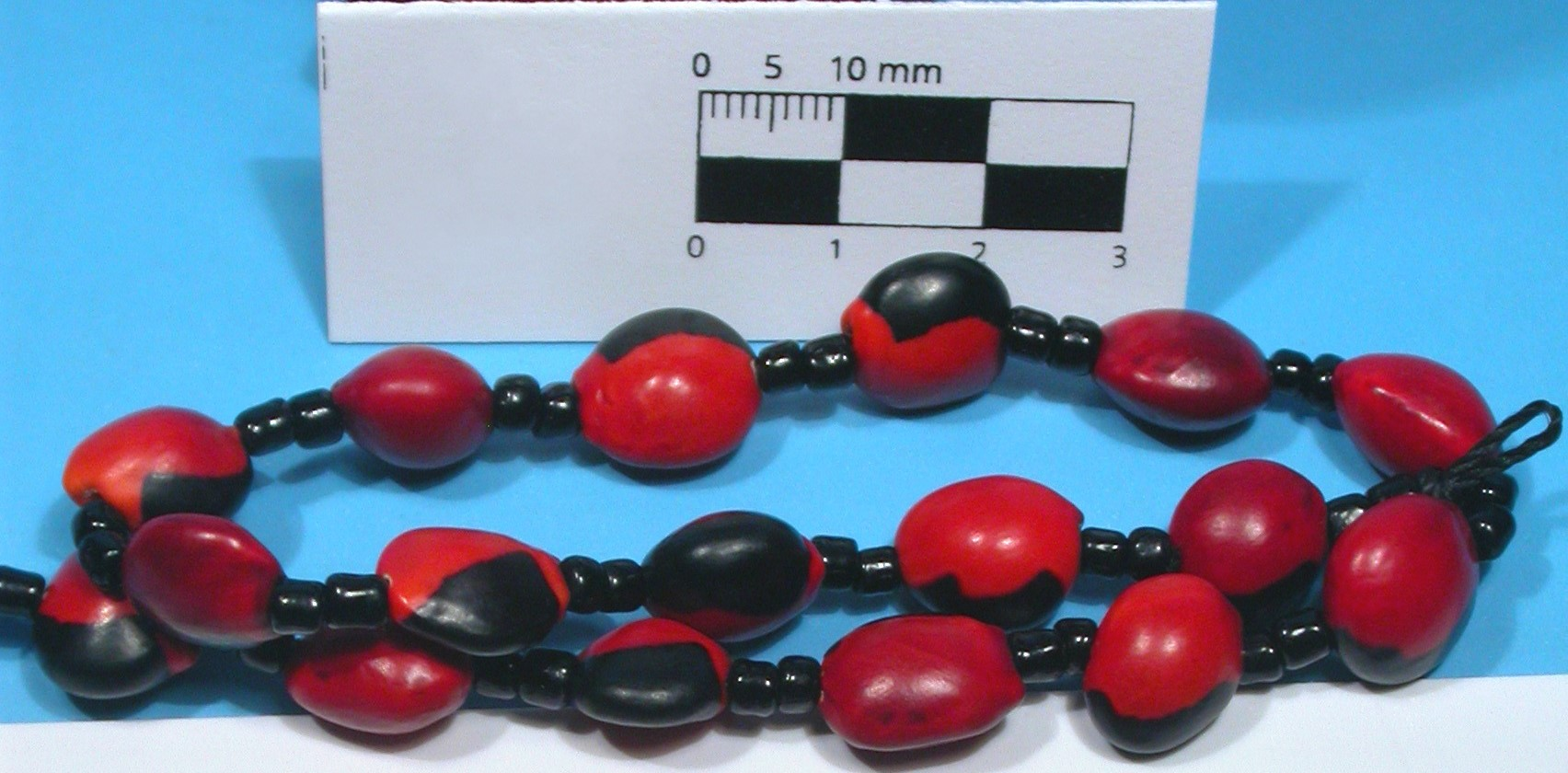
Biżuteria z nasion Ormosia coccinea

Jeden z rodzajów plemienia Sophoreae i podrodziny bobowatych właściwych Faboideae z rodziny bobowatych Fabaceae.
Wykaz gatunków
- Ormosia altimontana Meireles & H.C.Lima
- Ormosia amazonica Ducke
- Ormosia antioquensis Rudd
- Ormosia arborea (Vell.) Harms
- Ormosia assamica Yakovlev
- Ormosia bahiensis Monach.
- Ormosia balansae Drake
- Ormosia bancana (Miq.) Merr.
- Ormosia bolivarensis (Rudd) C.H.Stirt.
- Ormosia boluoensis Y.Q.Wang & P.Y.Chen
- Ormosia bopiensis Pierce
- Ormosia calavensis Azaola
- Ormosia cambodiana Gagnep.
- Ormosia carinata N.Zamora
- Ormosia chevalieri Niyomdham
- Ormosia cinerea Benoist
- Ormosia coarctata Jacks.
- Ormosia coccinea (Aubl.) Jacks.
- Ormosia colombiana Rudd
- Ormosia corcovada Herrera-Palma, C.H.Stirt. & D.B.O.S.Cardoso
- Ormosia costulata (Miq.) Kleinhoonte
- Ormosia coutinhoi Ducke
- Ormosia crassivalvis Gagnep.
- Ormosia cruenta Rudd
- Ormosia cuatrecasasii Rudd
- Ormosia discolor Spruce ex Benth.
- Ormosia elata Rudd
- Ormosia elliptica Q.W.Yao & R.H.Chang
- Ormosia emarginata (Hook. & Arn.) Benth.
- Ormosia eugeniifolia Tsiang ex R.H.Chang
- Ormosia excelsa Benth.
- Ormosia fastigiata Tul.
- Ormosia ferruginea R.H.Chang
- Ormosia flava (Ducke) Rudd
- Ormosia fordiana Oliv.
- Ormosia formosana Kaneh.
- Ormosia friburgensis Taub. ex Harms
- Ormosia froesii Rudd
- Ormosia glaberrima Y.C.Wu
- Ormosia glauca Wall.
- Ormosia gracilis Prain
- Ormosia grandiflora (Tul.) Rudd
- Ormosia grandistipulata Whitmore
- Ormosia grossa Rudd
- Ormosia hekouensis R.H.Chang
- Ormosia hengchuniana T.C.Huang, S.F.Huang & K.C.Yang
- Ormosia henryi Prain
- Ormosia hoaensis Pierre ex Gagnep.
- Ormosia holerythra Ducke
- Ormosia hosiei Hemsl. & E.H.Wilson
- Ormosia indurata H.Y.Chen
- Ormosia inflata Merr. & Chun ex H.Y.Chen
- Ormosia integrifolia Aver.
- Ormosia intermedia N.Zamora
- Ormosia isthmensis Standl.
- Ormosia jamaicensis Urb.
- Ormosia krugii Urb.
- Ormosia laosensis Niyomdham
- Ormosia larecajana Rudd
- Ormosia laxa Prain
- Ormosia lewisii D.B.O.S.Cardoso, C.H.Stirt. & Torke
- Ormosia lignivalvis Rudd
- Ormosia limae D.B.O.S.Cardoso & L.P.Queiroz
- Ormosia longipes H.Y.Chen
- Ormosia macrocalyx Ducke
- Ormosia macrodisca Baker
- Ormosia macrophylla Benth.
- Ormosia maguireorum Rudd
- Ormosia mataridek Aymard & Sanoja
- Ormosia mekongensis Mattapha, Suddee & Rueangr.
- Ormosia melanocarpa Kleinhoonte
- Ormosia merrilliana H.Y.Chen
- Ormosia microphylla Merr.
- Ormosia minor Vogel
- Ormosia monosperma (Sw.) Urb.
- Ormosia nanningensis H.Y.Chen
- Ormosia napoensis Z.Wei & R.H.Chang
- Ormosia nitida Vogel
- Ormosia nobilis Tul.
- Ormosia nuda (F.C.How) R.H.Chang & Q.W.Yao
- Ormosia oaxacana Rudd
- Ormosia olivacea H.Y.Chen
- Ormosia ormondii (F.Muell.) Merr. ex H.Y.Chen
- Ormosia pachycarpa Champ. ex Benth.
- Ormosia pachyptera H.Y.Chen
- Ormosia panamensis Benth.
- Ormosia paniculata Merr.
- Ormosia paraensis Ducke
- Ormosia penangensis Ridl.
- Ormosia peruviana Rudd
- Ormosia pingbianensis W.C.Cheng & R.H.Chang
- Ormosia pinnata (Lour.) Merr.
- Ormosia poilanei Niyomdham
- Ormosia polita Prain
- Ormosia pubescens R.H.Chang
- Ormosia purpureiflora H.Y.Chen
- Ormosia revoluta Rudd
- Ormosia robusta (Wight) Voigt
- Ormosia ruddiana Yakovlev
- Ormosia santaremnensis Ducke
- Ormosia saxatilis K.M.Lan
- Ormosia scandens Prain
- Ormosia schunkei Rudd
- Ormosia semicastrata Hance
- Ormosia sericeolucida H.Y.Chen
- Ormosia simplicifolia Merr. & Chun
- Ormosia smithii Rudd
- Ormosia solimoesensis Rudd
- Ormosia steyermarkii Rudd
- Ormosia stipulacea Meeuwen
- Ormosia stipularis Ducke
- Ormosia striata Dunn
- Ormosia subsessilis Pittier
- Ormosia subsimplex Spruce ex Benth.
- Ormosia sumatrana (Miq.) Prain
- Ormosia surigaensis Merr.
- Ormosia tavoyana Prain
- Ormosia timboensis D.B.O.S.Cardoso, Meireles & H.C.Lima
- Ormosia tonkinensis Gagnep.
- Ormosia tovarensis Pittier
- Ormosia travancorica Bedd.
- Ormosia tsangii H.Y.Chen
- Ormosia velutina Rudol
- Ormosia venezolana Rudd
- Ormosia venosa Baker
- Ormosia vicosana Rudd
- Ormosia watsonii C.E.C.Fisch.
- Ormosia williamsii Rudd
- Ormosia xylocarpa Merr. & Chun ex H.Y.Chen
- Ormosia yunnanensis Prain